# Барранкуэ
Барранкуэ́ (фр. Barrancoueu, окс. Barrancoèu) — коммуна во Франции, находится в регионе Юг — Пиренеи. Департамент — Верхние Пиренеи. Входит в состав кантона Арро. Округ коммуны — Баньер-де-Бигор.
Код INSEE коммуны — 65066.

## География
Коммуна расположена приблизительно в 680 км к югу от Парижа, в 120 км юго-западнее Тулузы, в 45 км к юго-востоку от Тарба.
По территории коммуны протекает небольшая река Барранкуэ. Большую часть территории коммуны занимают леса.

## Климат
Климат умеренно-океанический с солнечной тёплой погодой и обильными осадками на протяжении практически всего года.

## Население
Население коммуны на 2010 год составляло 32 человека.
| 1962 | 1968 | 1975 | 1982 | 1990 | 1999 | 2010 |
| ---- | ---- | ---- | ---- | ---- | ---- | ---- |
| 42   | 28   | 25   | 21   | 30   | 33   | 32   |

## Администрация
| Период | Период | Фамилия            | Партия | Примечания |
| ------ | ------ | ------------------ | ------ | ---------- |
| 2008   | 2020   | Марсель Сен-Пастёр |        |            |

## Экономика
В 2010 году среди 18 человек трудоспособного возраста (15-64 лет) 13 были экономически активными, 5 — неактивными (показатель активности — 72,2 %, в 1999 году было 71,4 %). Из 13 активных жителей работали 9 человек (4 мужчины и 5 женщин), безработных было 4 (3 мужчин и 1 женщина). Среди 5 неактивных 1 человек был учеником или студентом, 1 — пенсионером, 3 были неактивными по другим причинам.

## Фотогалерея

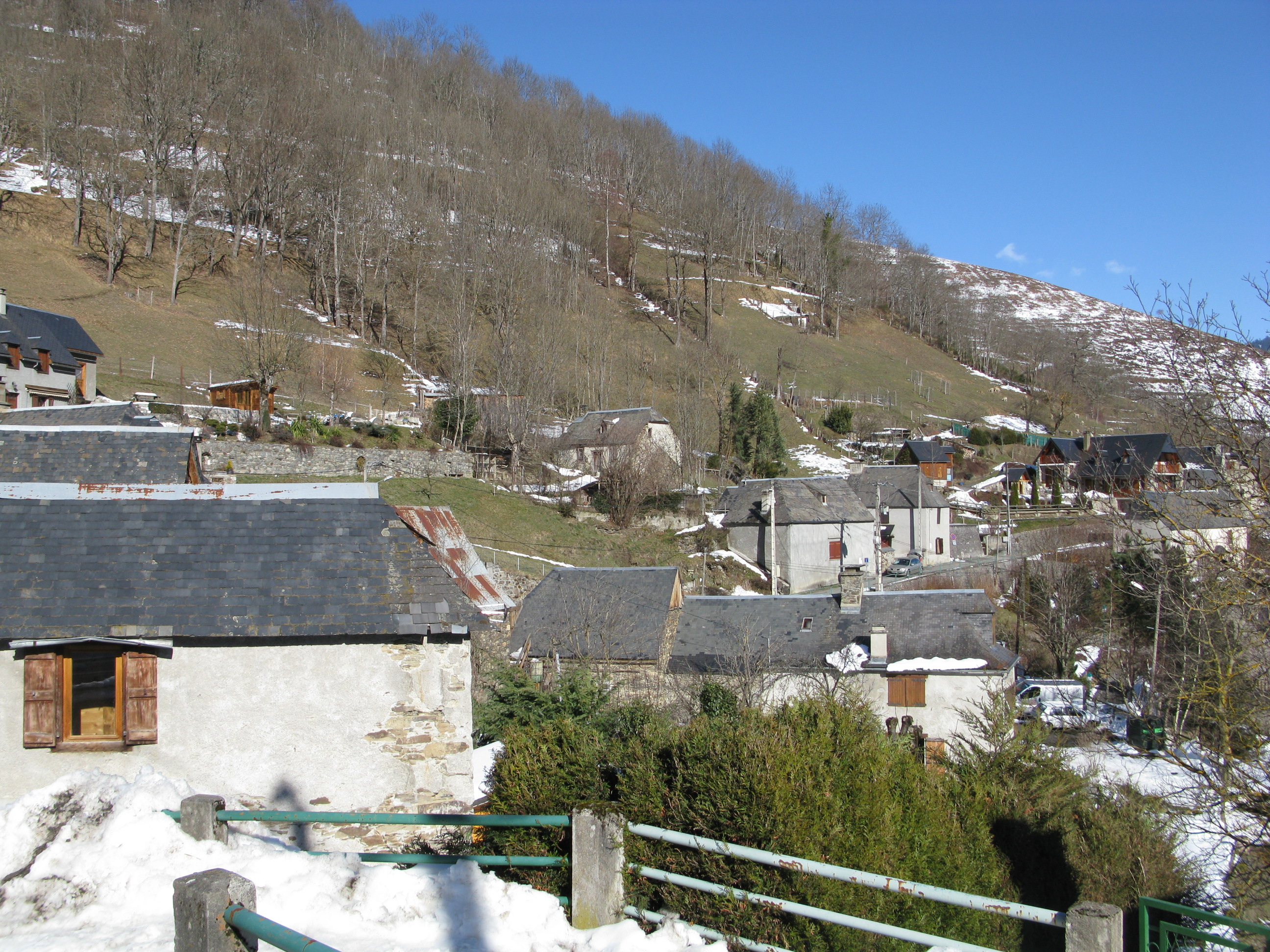
Барранкуэ
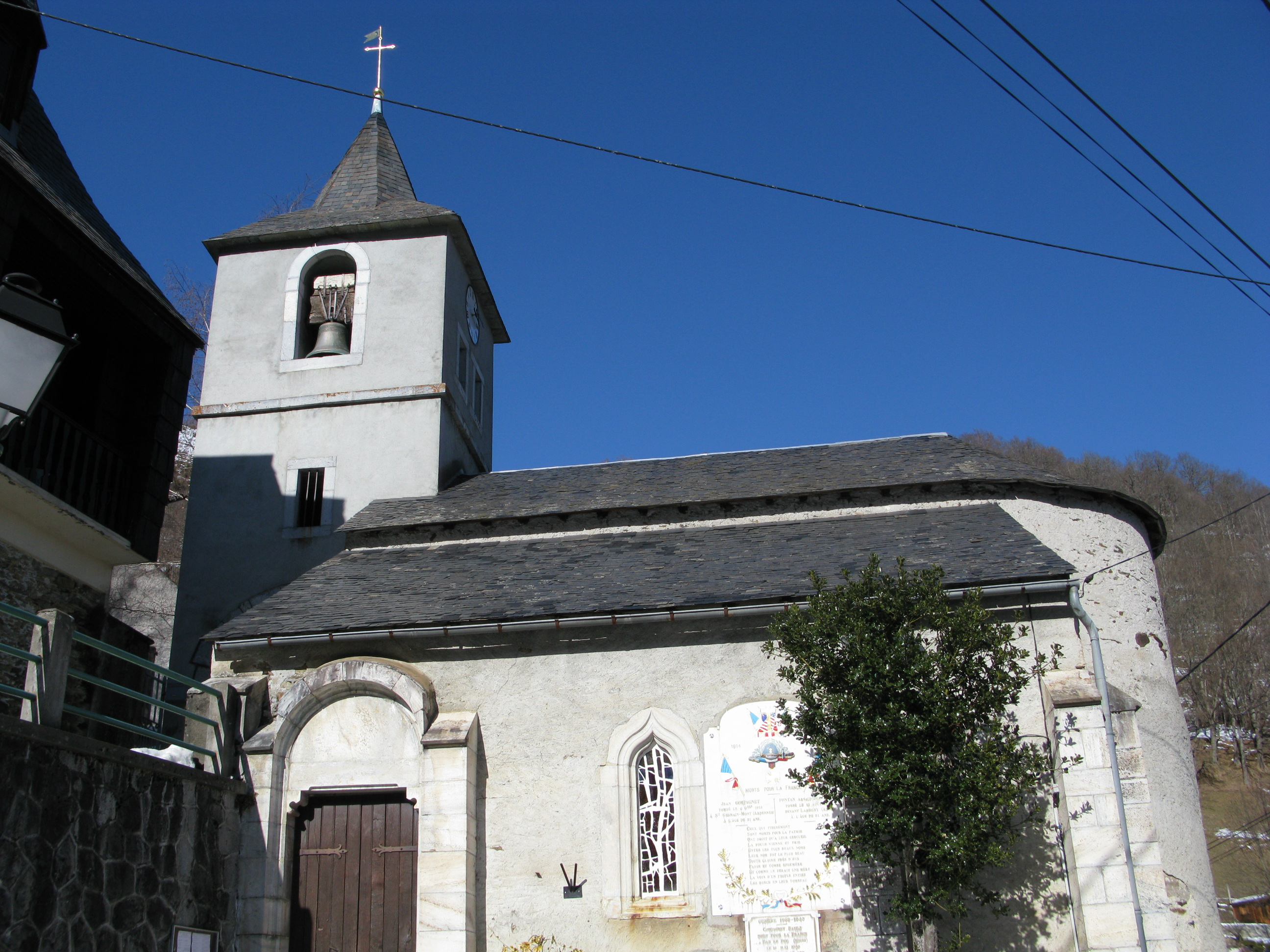
Церковь
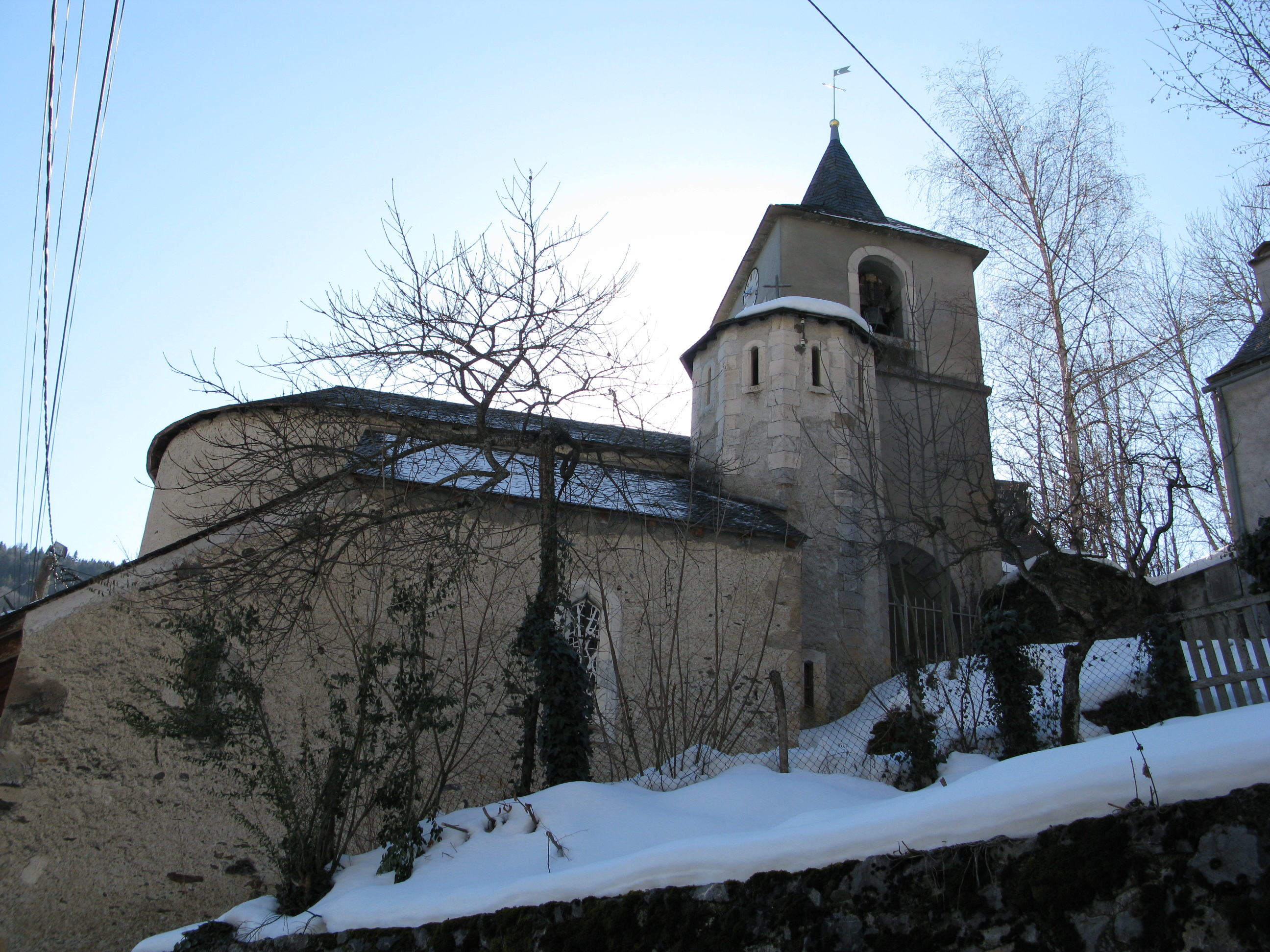
Церковь
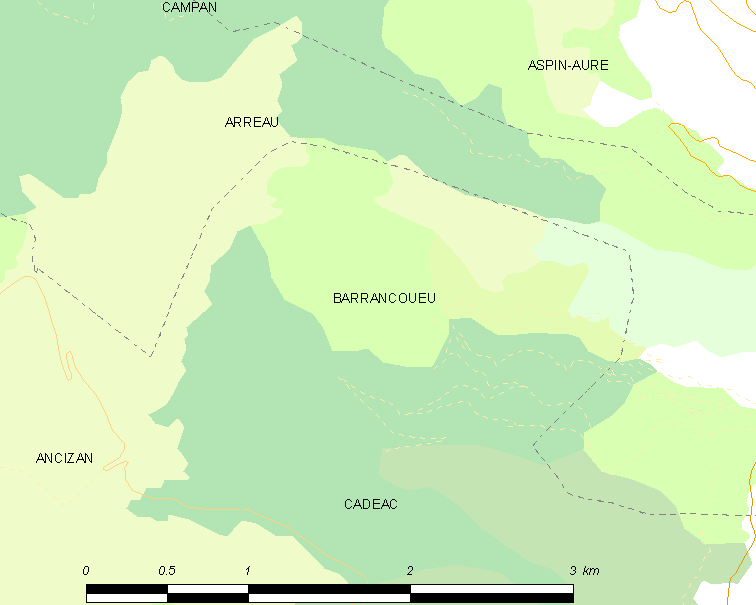
Карта коммуны